# صحراء تابيرناس

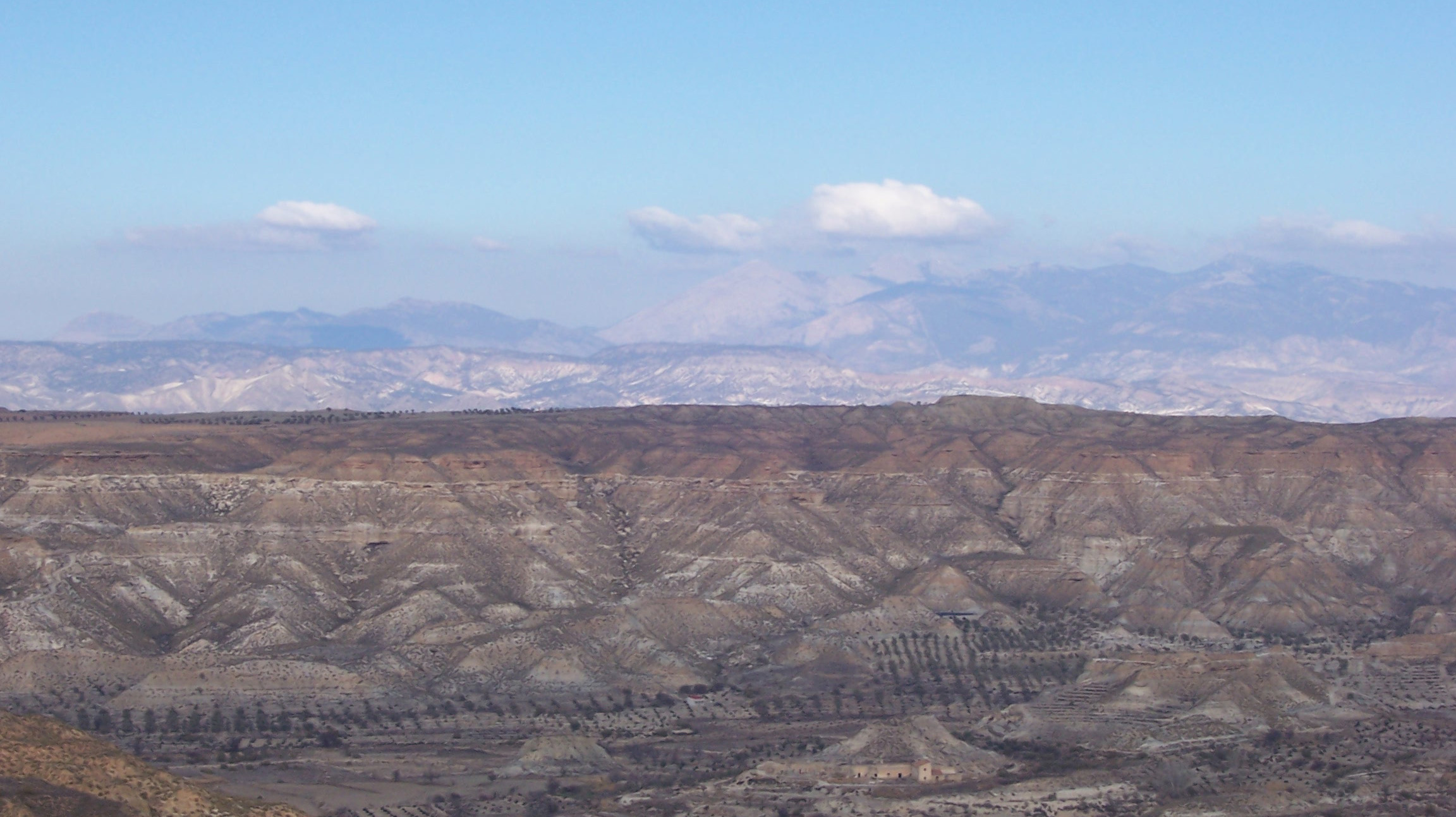
تشكيلات الحجار الرملية في صحراء تابيرناس

صحراء تابيرناس (بالإسبانية: Desierto de Tabernas) هي صحراء تقع في إسبانيا، وهي تقع في مقاطعة المرية على بعد نحو 30 كيلومترا (20 ميلا) شمال العاصمة المرية في بلدية تابيرناس، الصحراء هي منطقة محمية كمنطقة برية طبيعية، ,التي تمتد على نحو 280 كيلومترا مربعا (110 ميلا مربعا).

## مناخ الصحراء

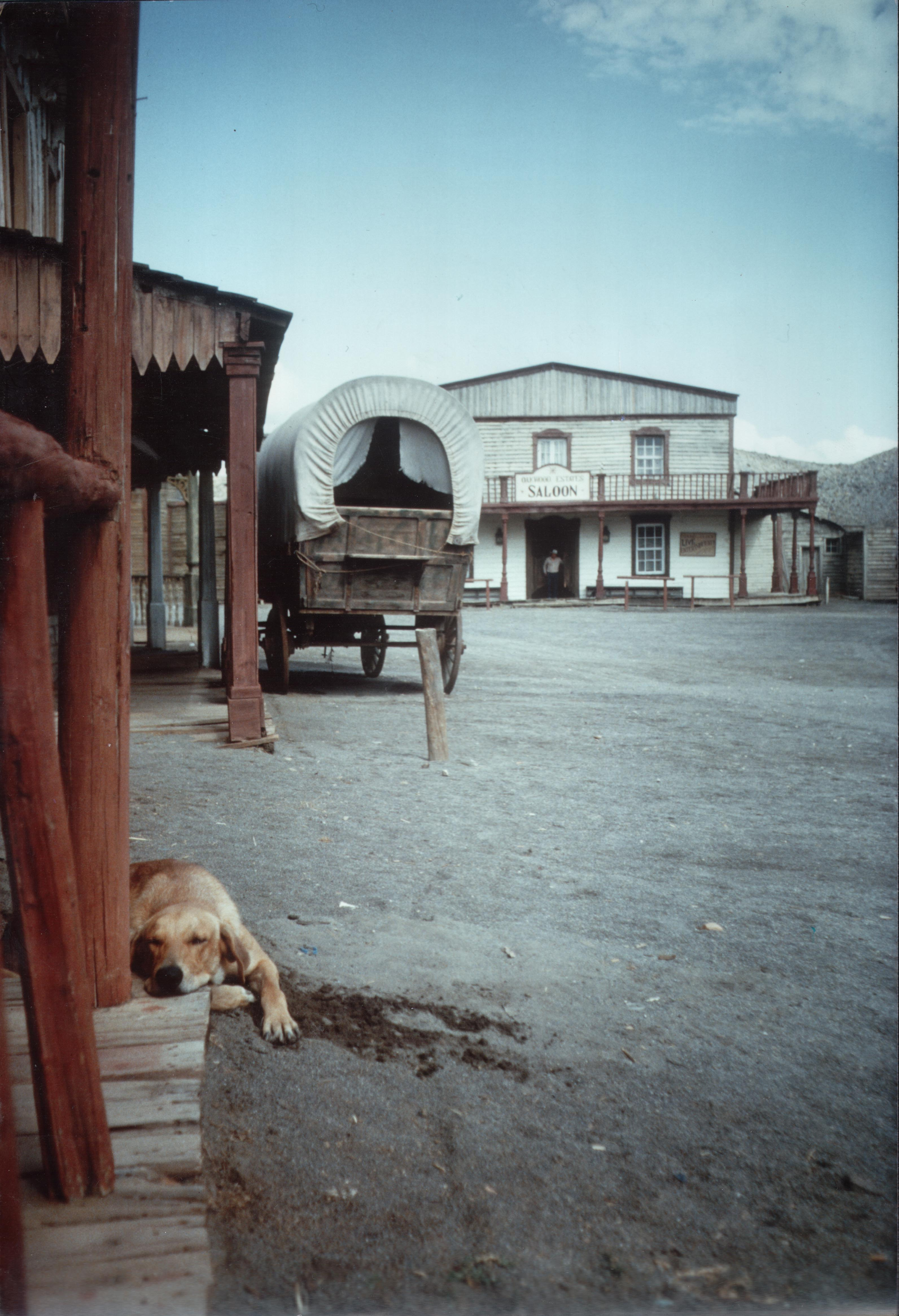
مدينة يوكا السينمائية في صحراء تابيرناس

وتقع صحراء بين فيلابرس سييرا دي لوس تابيرناس إلى الشمال وسييرا دي الهاميلا إلى الجنوب الشرقي والجنوب، هي منطقة معزولة عن الرياح الرطبة من البحر الأبيض المتوسط، في منطقة تقل فيها هطول الأمطار تعرف باسم ليفانتي، الصحراء تحصل على نحو 24 سم من الأمطار سنويا، وتشهد الصحراء ارتفاع درجات الحرارة على مدار السنة، متوسط درجة الحرارة من 18 درجة مئوية.

## جغرافية الصحراء
تشهد صحراء تابيرناس قلة في هطول الأمطار، ولكن في بعض الأحيان تتعرض الصحراء لهطول أمطار غزيرة، الأرض في الصحراء تتكون من الحجر الرملي، أما النباتات الصغيرة فهي غير قادر على الاحتفاظ بالرطوبة التي تنتجها الأمطار القليلة. بدلا من ذلك، كما أن المطر يسبب التآكل في الصحراء ما ينتج تشكيل مناظر طبيعية مميزة للأراضي الوعرة.

## السينما في الصحراء
بسبب التشابه بين صحراء تابيرناس وبين الصحارى في أمريكا الشمالية في أقصى الغرب الأميركي، وشمال أفريقيا والصحراء العربية، والمناظر الطبيعية في القمر، فمنذ ام 1950 والصحراء تستخدم كمواقع لإنتاج العديد من الأفلام وأفلام الغرب، وتتركز الأفلام على قتال الغربيين والسباغيتي، وتحتوي الصحراء عى ثلاث استوديوهات رئيسية وهي: تكساس هوليوود، ميني هوليوود، الأسد الغربي.

## وصلات خارجية
- استوديو فوردت برافو تكساس هوليوود السينمائي
- صور من صحراء تابيرناس